# ショーン (タレント)
ショーン（Sean、12月20日生）は、日本のエンターテインメントプロデューサー、ダイエットプロデューサー、MC、モデル、タレント。自称・港区カリフォルニア出身。本名非公開。

## 来歴・人物
アルバイトでアーティストのボディーガードを務めたことがきっかけで、エンターテインメント・ビジネスに参画する。過去には音楽プロモーターとしてブリトニー・スピアーズ、Backstreet Boys、イン・シンク、Earth、アース・ウィンド・アンド・ファイアー、フィル・コリンズ、The Prodigy、Joe、2pacほか、国内外のトップアーティストのプロモートを行う。
現在は国内トップアスリートのマネジメントを行う傍ら、自らのトレーニングノウハウを生かし、ダイエット・プロデューサーとしてもDVD、イベント、ラジオ、雑誌などに出演する。また、MCとしてレギュラー番組を持つ等マルチに活動するタレントでもある。趣味はデザイン、好きな食べ物はタコス。

## ラジオ番組
- Sunday a-Style（Kiss-FM KOBE）
- Driver's Meeting（FM横浜／K-MIX／CROSS FM／FM FUJI／FM山口／FM大分）

## WEB
- Studio Show（サイバーエージェント）
- VANNESS特番（サイバーエージェント）
- 平野綾『「Super Driver」リリース緊急特番』（サイバーエージェント）
- SEAN'S PIMP MY BODY☆（ニコニコ動画）
- Deep Dive（Amazon.co.jp）
- 高田スザンヌ（Bee TV）
- ショーン's 女試しスペシャルWeb版（エイサー×バンダイ）
- ショーンのダイエットQ&A（buzzlog）
- ショーンのベイビーのお悩みカモン！カモン！（buzzlog）

## PV出演
- BRATZ featuring BoA and Howie D.『Show me what you got』：イベントプロデューサー役
- LISA『SEND MY HEART』：LISAの友人役
- TRF『We are all BLOOMIN'』：YU-KIのボディガード役

## イベント
- トヨタモータースポーツ Dream Drive Dream Live 2008
- 大阪オートメッセ2008
- HOTEL CLASKA DEPARTURE PARTY
- TOKYO AUTO SALON 2008 with NAPAC
- aoyama christmas circus 2007 X'mas SPECIALイベント
- Rhythm Nation 2007
- MIRAIEハピキャリ美人創造！イベント

## DVD
- ダイエットDVD『ショーンズ・ビーチ・デビュー！』（DVD 3枚組：RZBD-45771～3）

## 雑誌
- TOKYO1週間・ KANSAI1週間（講談社）
- KING（講談社）
- VoCE（講談社）
- warp（トランスメディア）
- NYLON JAPAN（トランスメディア）
- Rooftop（LOFT PROJECT）
- S Cawaii（主婦の友社）
- Ray（主婦の友社）
- GISELe（主婦の友社）
- BRUTUS（マガジンハウス）
- an・an（マガジンハウス）
- POPEYE（マガジンハウス）
- 週刊女性（主婦と生活社）
- Mono Max（宝島社）
- Sabra（小学館）
- Body+（実業之日本社）
- Gainer（光文社）

## ナレーション活動
- 三浦大知　3rdシングル「Southern Cross」：ラジオSPOT
- 三浦大知　1stアルバム『D-ROCK with U』：ラジオSPOT

## 広告モデル
- Tommy Jeans

## その他
- 映画『エクスクロス 魔境伝説』コメント